# CD Projekt
CD Projekt S.A. er en polsk computerspilsudvikler, computerspilsudgiver og distributør. Den har hovedkvarter i Warzawa og blev etableret i 1994. Virksomheden er mest kendt for The Witcher serien der blev skabt i 2002 og Cyberpunk 2077. I 2008 lancerede de distrubtionsselskabet GOG.com.
 Der er for få eller ingen kildehenvisninger i denne artikel, hvilket er et problem. Du kan hjælpe ved at angive troværdige kilder til de påstande, som fremføres i artiklen.